# Ficulea
Ficulea fu una città del Lazio arcaico, la cui posizione è stata riconosciuta nella Tenuta Casa Nova (o anche Casa Nova dei Gesuiti), vicino al confine con la Tenuta Capobianco, al km 14 della via Nomentana, ma ancora entro i confini del Comune di Roma, a nord-est della capitale stessa.

## Descrizione
Secondo la mitologia romana la città fu fondata dagli Aborigeni in conseguenza del rito della primavera sacra.
Ficulea, il cui nome, secondo una delle ipotesi in merito, deriva dai figules (i vasai), si estendeva sulla sinistra (nord) della via Nomentana in corrispondenza all'incirca del nono miglio. La via stessa in precedenza si chiamava Ficulense e probabilmente fu indirizzata a Mentana (Nomentum) solo dopo la conquista di Ficulea da parte di Roma.